# Noi due (Gigi D'Alessio)
Noi due è il diciottesimo album in studio del cantautore italiano Gigi D'Alessio, pubblicato il 18 ottobre 2019.

## Tracce
1. Domani vedrai (feat. Gigi) – 3:08
2. Non solo parole (feat. Giusy Ferreri) – 3:49
3. Una bellissima storia d'amore – 3:38
4. L'ammore (feat. Fiorella Mannoia) – 3:47
5. Puorteme cu tte – 3:25
6. La Milano da bere (feat. Emis Killa) – 3:05
7. Cosa vorresti davvero – 3:28
8. Mentre a vita se ne va – 3:41
9. Come me (feat. Luchè) – 3:22
10. Amanti noi – 3:26
11. Quanto amore si dà (feat. Gué Pequeno) – 3:40
12. Non dirgli mai (20 anni dopo) – 4:43

## Classifiche
| Classifica (2019) | Posizione massima |
| ----------------- | ----------------- |
| Italia            | 3                 |